# Węgry na Zimowych Igrzyskach Olimpijskich 1998
Węgry na Zimowych Igrzyskach Olimpijskich 1998 reprezentowało 17 zawodników: 8 mężczyzn i 9 kobiet. Był to osiemnasty start reprezentacji Węgier na zimowych igrzyskach olimpijskich.

## Skład kadry

### Biathlon
Mężczyźni
| Konkurencja  | Zawodnik     | Pudła 1 | Czas    | Pozycja |
| ------------ | ------------ | ------- | ------- | ------- |
| 10 km Sprint | János Panyik | 1       | 31:50.0 | 63      |

Kobiety
| Konkurencja   | Zawodniczki      | Pudła 1 | Czas    | Pozycja |
| ------------- | ---------------- | ------- | ------- | ------- |
| 7,5 km Sprint | Zsuzsanna Bekecs | 6       | 29:50.3 | 64      |
| 7,5 km Sprint | Bernadett Dira   | 5       | 28:48.9 | 63      |

| Konkurencja | Zawodnik     | Czas      | Pudła | Skorygowany czas 2 | Pozycja |
| ----------- | ------------ | --------- | ----- | ------------------ | ------- |
| 15 km       | Éva Szemcsák | 1'00:51.8 | 5     | 1'05:51.8          | 58      |
| 15 km       | Anna Bozsik  | 59:41.1   | 6     | 1'05:41.1          | 57      |

### Biegi narciarskie
| Konkurencja | Zawodnik                | Bieg    | Bieg    |
| Konkurencja | Zawodnik                | Czas    | Pozycja |
| ----------- | ----------------------- | ------- | ------- |
| 10 km klas. | Balázs Latrompette Yann | 35:30.9 | 89      |

### Bobsleje
| Sanki | Zawodnicy                                                  | Konkurencja | Wyścig 1 | Wyścig 1 | Wyścig 2 | Wyścig 2 | Wyścig 3 | Wyścig 3 | Ogólnie | Ogólnie |
| Sanki | Zawodnicy                                                  | Konkurencja | Czas     | Pozycja  | Czas     | Pozycja  | Czas     | Pozycja  | Czas    | Pozycja |
| ----- | ---------------------------------------------------------- | ----------- | -------- | -------- | -------- | -------- | -------- | -------- | ------- | ------- |
| HUN-1 | Nicholas Frankl Péter Pallai Zsolt Zsombor Bertalan Pintér | Four-man    | 55.16    | 25       | 54.82    | 23       | 54.94    | 23       | 2:44.92 | 24      |

### Łyżwiarstwo figurowe
Mężczyźni
| Zawodnik        | P.K. | P.D. | Ogólnie | Pozycja |
| --------------- | ---- | ---- | ------- | ------- |
| Szabolcs Vidrai | 12   | 13   | 19.0    | 13      |

Kobiety
| Zawodnik        | P.K. | P.D. | Ogólnie | Pozycja |
| --------------- | ---- | ---- | ------- | ------- |
| Júlia Sebestyén | 19   | 15   | 24.5    | 15      |

### Łyżwiarstwo szybkie
Mężczyźni
| Konkurencja | Zawodnik   | Wyścig 1 | Wyścig 1 | Wyścig 2 | Wyścig 2 | Ogólnie | Ogólnie |
| Konkurencja | Zawodnik   | Czas     | Pozycja  | Czas     | Pozycja  | Czas    | Pozycja |
| ----------- | ---------- | -------- | -------- | -------- | -------- | ------- | ------- |
| 500 m       | Zsolt Baló | 38.48    | 40       | 38.08    | 38       | 76.56   | 37      |
| 1000 m      | Zsolt Baló |          |          |          |          | 1:15.87 | 42      |
| 1500 m      | Zsolt Baló |          |          |          |          | 1:55.52 | 42      |

Kobiety
| Konkurencja | Zawodnik        | Wyścig 1 | Wyścig 1 | Wyścig 2 | Wyścig 2 | Ogólnie | Ogólnie |
| Konkurencja | Zawodnik        | Czas     | Pozycja  | Czas     | Pozycja  | Czas    | Pozycja |
| ----------- | --------------- | -------- | -------- | -------- | -------- | ------- | ------- |
| 500 m       | Krisztina Egyed | 41.20    | 33       | 41.41    | 33       | 82.61   | 32      |
| 1000 m      | Krisztina Egyed |          |          |          |          | 1:21.23 | 23      |
| 1500 m      | Krisztina Egyed |          |          |          |          | 2:05.79 | 27      |

### Narciarstwo alpejskie
Kobiety
| Zawodniczka    | Konkurencja   | Wyścig 1 | Wyścig 2 | Ogólnie | Ogólnie |
| Zawodniczka    | Konkurencja   | Czas     | Czas     | Czas    | Pozycja |
| -------------- | ------------- | -------- | -------- | ------- | ------- |
| Mónika Kovács  | Zjazd         |          |          | DSQ     | –       |
| Mónika Kovács  | Super-G       |          |          | 1:24.77 | 40      |
| Mónika Kovács  | Slalom Gigant | 1:30.73  | 1:44.83  | 3:15.56 | 32      |
| Marika Labancz | Slalom        | DNF      | –        | DNF     | –       |
| Kinga Barsi    | Slalom        | DNF      | –        | DNF     | –       |

Kombinacja kobiet
| Zawodnik      | Zjazd   | Slalom | Slalom | Ogólnie | Ogólnie |
| Zawodnik      | Czas    | Czas 1 | Czas 2 | Ogólnie | Pozycja |
| ------------- | ------- | ------ | ------ | ------- | ------- |
| Mónika Kovács | 1:37.35 | 45.90  | 43.06  | 3:06.31 | 21      |